# Scopifera lygdus
Scopifera lygdus är en fjärilsart som beskrevs av Druce 1891. Scopifera lygdus ingår i släktet Scopifera och familjen nattflyn. Inga underarter finns listade.